# Más (álbum de Magneto)
Más es el título del séptimo álbum de estudio grabado por el grupo musical juvenil mexicano Magneto. Fue lanzado al mercado bajo los sellos discográficos Sony Latin y Columbia Records el 1 de abril de 1993.
Luego del éxito de la película Cambiando el destino que se estrenó el 13 de noviembre de 1992, lanzan este álbum donde se desprenden los sencillos: Cambiando el destino, Mi amada, Por primera vez, Sugar sugar, Angie, La salsa del destino y Sueño por sueño.

## Canciones
| Más   |                                           |                                                                  |          |  |
| N.º   | Título                                    | Escritor(es)                                                     | Duración |  |
| 1.    | «Qué sensación»                           | Papo Gely                                                        | 4:16     |  |
| 2.    | «Angie» (Charly)                          | Ray Girado · Enrique Milián                                      | 3:30     |  |
| 3.    | «Sugar, sugar»                            | Barry · Kim Adapt: al español: Mikel Herzog                      | 4:00     |  |
| 4.    | «Amor salado»                             | Cristóbal Sansano · José M. Navarro                              | 3:33     |  |
| 5.    | «Sigue, sigue»                            | José M. Navarro · Pepe Mayo                                      | 3:38     |  |
| 6.    | «Mi amada»                                | Mikel Herzog · Alberto Estébanez                                 | 3:56     |  |
| 7.    | «La salsa del destino» (Como pega el son) | José M. Navarro                                                  | 3:25     |  |
| 8.    | «Por primera vez»                         | Carlos Lara                                                      | 3:25     |  |
| 9.    | «Sueño por sueño» (Sonho por Sonho)       | Chico Roque · Carlos Colla Adapt: al español: Luis Gómez-Escolar | 4:05     |  |
| 10.   | «Jugando»                                 | José M. Navarro · Pepe Mayo                                      | 4:18     |  |
| 11.   | «Cambiando el destino» (Bonus track)      | Carlos Lara                                                      | 3:22     |  |
| 41:25 |                                           |                                                                  |          |  |

© MCMXCIII. Sony Music Entertainment (México), S.A. de C.V.

## Integrantes
- Álex, Mauri, Alan, Charlie, Elías

- Datos: Q6035450